# Farol de Ponta Norte
Der Farol de Ponta Norte (deutsch Leuchtturm auf Kap Norte, englisch Ponta do Norte Lighthouse) ist ein Leuchtturm an der Nordspitze Ponta Norte der Insel Sal im Norden des atlantischen Inselstaates Kap Verde.

## Architektur
Das ursprüngliche Gebäude war ein 13 m hoher Turm aus Schmiedeeisen, welcher 1897 errichtet wurde. Um 1940 wurde er durch einen gemauerten Turm ersetzt, welcher heute nur noch eine Ruine ist. Das heutige Licht ist auf einem 5 m hohen Metallturm angebracht. Es befindet sich ca. 16 m über dem Meeresspiegel. Die Charakteristik ist: Fl.(3) W 12s.